# Miyataka Shimizu
Miyataka Shimizu (jap. 清水 都貴, Shimizu Miyataka; * 23. November 1981 in der Präfektur Saitama) ist ein ehemaliger japanischer Radrennfahrer.
Miyataka Shimizu begann seine internationale Karriere 2004 bei dem japanischen Radsportteam Bridgestone-Anchor. Während seiner Laufbahn gewann er u. a. Gesamtwertung der Etappenrennen Vuelta a Leon, Paris–Corrèze, Tour de Martinique und Tour de Hokkaidō. Ende der Saison 2014 beendete er seine Karriere.

## Erfolge
2007
- Gesamtwertung und eine Etappe Vuelta a León

2008
- Tour de Kumano
- Gesamtwertung und eine Etappe Paris–Corrèze

2010
- eine Etappe Tour de Taiwan
- Gesamtwertung und eine Etappe Tour de Martinique
- Gesamtwertung und eine Etappe Tour de Hokkaidō